# لوكاس هروسكا
لوكاس هروسكا هو لاعب كرة قدم سلوفاكي في مركز الوسط، ولد في 2 مارس 1992 في بريشوف في سلوفاكيا. لعب مع تاتران بريشوف ‏.

## وصلات خارجية
- لوكاس هروسكا على موقع قاعدة بيانات كرة القدم.إي يو (الإنجليزية)
- لوكاس هروسكا على موقع Soccerway.com (الإنجليزية)